# Faculté des sciences juridiques, économiques et sociales de Marrakech
La Faculté des sciences juridiques, économiques et sociales de Marrakech (FSJES de Marrakech) est un établissement d'enseignement supérieur public marocain créé en 1979 dont le but est de développer des programmes d'enseignement et de recherche dans les domaines juridique, économique et social. Il est affilié à l'université Cadi Ayyad de Marrakech.